# Copa Brasil de Voleibol Masculino de 2020
A Copa Brasil de Voleibol Masculino de 2020 foi a oitava edição desta competição organizada pela Confederação Brasileira de Voleibol através da Unidade de Competições Nacionais. Participarão do torneio oito equipes, de acordo com a posição delas no primeiro turno da Superliga Brasileira A 2019-20., prevista a primeira fase para 14 a 15 de janeiro de 2020 com mando de jogo dos times com melhores índices técnicos no turno supracitado, as semifinais serão disputadas no dia 24 de janeiro e a grande final em 25 de janeiro de 2020
na cidade de  Jaraguá do Sul, Santa Catarina

## Regulamento
Classificaram-se para a disputa da Copa Brasil de 2020 as oito melhores equipes do primeiro turno da fase classificatória da Superliga Série A 2019/2020. O torneio foi disputado em sistema de eliminatória simples, em jogos únicos, dividido em três fases: quartas-de-final, semifinais e final.
Nas quartas-de-final, os confrontos foram baseados na posição de cada participante da tabela da referida Superliga Brasileira A, conforme a seguir: 1º x 8º,  2º x 7º , 3º x 6º  e  4º x 5º  os vitoriosos destas partidas passam às semifinais, a partida semifinal será entre o Vencedor (1º x 8º) x Vencedor (4º x 5º) e na outra partida da referida fase teremos o Vencedor (2º x 7º) x Vencedor (3º x 6º), definindo assim os dois finalistas. Os jogos da quartas-de-final tiveram como mandantes os quatro melhores times da Superliga Brasileira A, e as semifinais e a final foram realizadas no Arena Jaraguá, Jaraguá do Sul (CS).

## Participantes
| Equipe             | Cidade         | Ginásio                         | Capacidade | Posição no primeiro turno de 2019/2020 | Rio de Janeiro Maringá Belo Horizonte Contagem Campinas São Paulo Itapetininga TaubatéCopa Brasil de Voleibol Masculino de 2020 (Brasil) |
| ------------------ | -------------- | ------------------------------- | ---------- | -------------------------------------- | --- |
| SESC-RJ            | Rio de Janeiro | Tijuca Tênis Clube              | 1000       | 4º                                     | Rio de Janeiro Maringá Belo Horizonte Contagem Campinas São Paulo Itapetininga TaubatéCopa Brasil de Voleibol Masculino de 2020 (Brasil) |
| Maringá Vôlei      | Maringá        | Ginásio Chico Neto              | 4538       | 7º                                     | Rio de Janeiro Maringá Belo Horizonte Contagem Campinas São Paulo Itapetininga TaubatéCopa Brasil de Voleibol Masculino de 2020 (Brasil) |
| Taubaté            | Taubaté        | Ginásio do Abaeté               | 3000       | 2º                                     | Rio de Janeiro Maringá Belo Horizonte Contagem Campinas São Paulo Itapetininga TaubatéCopa Brasil de Voleibol Masculino de 2020 (Brasil) |
| Vôlei Itapetininga | Itapetininga   | Ginásio Ayrton Senna            | 1000       | 8º                                     | Rio de Janeiro Maringá Belo Horizonte Contagem Campinas São Paulo Itapetininga TaubatéCopa Brasil de Voleibol Masculino de 2020 (Brasil) |
| Minas              | Belo Horizonte | Arena Minas Tênis Clube         | 3650       | 6º                                     | Rio de Janeiro Maringá Belo Horizonte Contagem Campinas São Paulo Itapetininga TaubatéCopa Brasil de Voleibol Masculino de 2020 (Brasil) |
| Sada Cruzeiro      | Contagem       | Ginásio Poliesportivo do Riacho | 2000       | 1º                                     | Rio de Janeiro Maringá Belo Horizonte Contagem Campinas São Paulo Itapetininga TaubatéCopa Brasil de Voleibol Masculino de 2020 (Brasil) |
| SESI-SP            | São Paulo      | Vila Leopoldina                 | 800        | 3º                                     | Rio de Janeiro Maringá Belo Horizonte Contagem Campinas São Paulo Itapetininga TaubatéCopa Brasil de Voleibol Masculino de 2020 (Brasil) |
| Vôlei Renata       | Campinas       | Ginásio do Taquaral             | 2600       | 5º                                     | Rio de Janeiro Maringá Belo Horizonte Contagem Campinas São Paulo Itapetininga TaubatéCopa Brasil de Voleibol Masculino de 2020 (Brasil) |

## Resultados
|  | Quartas-de-final | Quartas-de-final    | Quartas-de-final |         |         | Semifinais          | Semifinais | Semifinais |  |  | Final | Final               | Final |
|  |                  |                     |                  |         |         |                     |            |            |  |  |       |                     |       |
|  | 1º               | Sada Cruzeiro Vôlei | 3                |         |         |                     |            |            |  |  |       |                     |       |
|  | 8º               | Vôlei Itapetininga  | 0                |         |         |                     |            |            |  |  |       |                     |       |
|  | 8º               | Vôlei Itapetininga  | 0                |         | 1º      | Sada Cruzeiro Vôlei | 3          |            |  |  |       |                     |       |
|  |                  |                     |                  |         | 1º      | Sada Cruzeiro Vôlei | 3          |            |  |  |       |                     |       |
|  |                  | 4º                  | SESC-RJ          | 1       |         |                     |            |            |  |  |       |                     |       |
|  | 4º               | 4º                  | SESC-RJ          | 1       | SESC-RJ | 3                   |            |            |  |  |       |                     |       |
|  | 4º               |                     |                  |         | SESC-RJ | 3                   |            |            |  |  |       |                     |       |
|  | 5º               | Vôlei Renata        | 1                |         |         |                     |            |            |  |  |       |                     |       |
|  |                  |                     |                  |         |         |                     |            |            |  |  | 1º    | Sada Cruzeiro Vôlei | 3     |
|  |                  |                     | 3º               | Sesi-SP | 0       |                     |            |            |  |  |       |                     |       |
|  | 2º               | FUNVIC/Taubaté      | 3                |         |         |                     |            |            |  |  |       |                     |       |
|  | 7º               | Maringá Vôlei       | 0                |         |         |                     |            |            |  |  |       |                     |       |
|  | 7º               | Maringá Vôlei       | 0                |         | 2º      | FUNVIC/Taubaté      | 1          |            |  |  |       |                     |       |
|  |                  |                     |                  |         | 2º      | FUNVIC/Taubaté      | 1          |            |  |  |       |                     |       |
|  |                  | 3º                  | Sesi-SP          | 3       |         |                     |            |            |  |  |       |                     |       |
|  | 3º               | 3º                  | Sesi-SP          | 3       | Sesi-SP | 3                   |            |            |  |  |       |                     |       |
|  | 3º               |                     |                  |         | Sesi-SP | 3                   |            |            |  |  |       |                     |       |
|  | 6º               | Minas Tênis Clube   | 2                |         |         |                     |            |            |  |  |       |                     |       |

## Quartas de final
A tabela oficial dos jogos foi divulgada em 9 de janeiro de 2020 pela CBV, sendo divulgado em 13 de janeiro a antecipação de uma partida
Resultados
| 14 de janeiro de 2020 20:00 Relatório | FUNVIC/Taubaté | 3 — 0             | Maringá Vôlei | Ginásio do Abaeté, Taubaté Árbitro(s): ND A definir ND A definir |
| 14 de janeiro de 2020 20:00 Relatório | 25             | Set 1 Set 2 Set 3 | 17 16 21      | Ginásio do Abaeté, Taubaté Árbitro(s): ND A definir ND A definir |

| 15 de janeiro de 2020 20:00 Relatório | Sada Cruzeiro Vôlei | 3 — 0             | Vôlei Itapetininga | Ginásio Poliesportivo do Riacho, Contagem Árbitro(s): MG Wilton de Almeida Pires MG Luiz Henrique de Coutinho Oliveira |
| 15 de janeiro de 2020 20:00 Relatório | 25                  | Set 1 Set 2 Set 3 | 20 23              | Ginásio Poliesportivo do Riacho, Contagem Árbitro(s): MG Wilton de Almeida Pires MG Luiz Henrique de Coutinho Oliveira |

| 15 de janeiro de 2020 20:00 Relatório | SESC-RJ  | 3 — 1                   | Vôlei Renata | Tijuca Tênis Clube, Rio de Janeiro Árbitro(s): ND A definir ND A definir |
| 15 de janeiro de 2020 20:00 Relatório | 25 22 25 | Set 1 Set 2 Set 3 Set 4 | 14 19 25 22  | Tijuca Tênis Clube, Rio de Janeiro Árbitro(s): ND A definir ND A definir |

| 15 de janeiro de 2020 19:00 Relatório | Sesi-SP        | 3 — 2                         | Minas Tênis Clube | SESI - Vila Leopoldina, São Paulo Árbitro(s): ND A definir ND A definir |
| 15 de janeiro de 2020 19:00 Relatório | 25 20 25 23 15 | Set 1 Set 2 Set 3 Set 4 Set 5 | 15 25 17 25 9     | SESI - Vila Leopoldina, São Paulo Árbitro(s): ND A definir ND A definir |

## Semifinal
Resultados
| 24 de janeiro de 2020 19:30 Relatório | Sada Cruzeiro Vôlei | 3 — 1             | SESC-RJ     | Arena Jaraguá, Jaraguá do Sul Árbitro(s): SC James Francisco Beal SC Patrick Bernard Basso |
| 24 de janeiro de 2020 19:30 Relatório | 25 21 25            | Set 1 Set 2 Set 3 | 17 25 23 13 | Arena Jaraguá, Jaraguá do Sul Árbitro(s): SC James Francisco Beal SC Patrick Bernard Basso |

| 24 de janeiro de 2020 21:30 Relatório | FUNVIC/Taubaté | 1 — 3             | Sesi-SP  | Arena Jaraguá, Jaraguá do Sul Árbitro(s): SC Paulo Luís Beal SC Carlos Eduardo Francisco de Assis |
| 24 de janeiro de 2020 21:30 Relatório | 22 25 20 22    | Set 1 Set 2 Set 3 | 25 12 25 | Arena Jaraguá, Jaraguá do Sul Árbitro(s): SC Paulo Luís Beal SC Carlos Eduardo Francisco de Assis |

## Final
Resultado
| 25 de janeiro de 2020 20:30 [ Relatório] | Sada Cruzeiro Vôlei | 3 — 0             | Sesi-SP  | Arena Jaraguá, Jaraguá do Sul Árbitro(s): SC Paulo Luís Beal SC James Francisco Beal |
| 25 de janeiro de 2020 20:30 [ Relatório] | 25                  | Set 1 Set 2 Set 3 | 23 22 12 | Arena Jaraguá, Jaraguá do Sul Árbitro(s): SC Paulo Luís Beal SC James Francisco Beal |

## Classificação final
| Posição | Equipe              |
| ------- | ------------------- |
|         | Sada Cruzeiro Vôlei |
|         | Sesi-SP             |
|         | FUNVIC/Taubaté      |
| 4º      | SESC-RJ             |
| 5º      | Minas Tênis Clube   |
| 6º      | Vôlei Renata        |
| 7º      | Vôlei Itapetininga  |
| 8º      | Maringá Vôlei       |

| Copa Brasil de Voleibol Masculino       |
| Minas Gerais                            |
| --------------------------------------- |
| Sada Cruzeiro Vôlei Campeão (5º título) |